# Коллинз, Уильям (поэт)
Уильям Коллинз (25 декабря 1721 — 12 июня 1759) — английский поэт XVIII века. 
Родился в Чичестере в семье бывшего мэра города, учился в Уинчестере и затем в колледже Магдалины в Оксфорде.
Ещё мальчиком Коллинз написал две поэмы: «The Royal Nuptials» и «The Battle of the Schoolbooks», не дошедшие до нас, а в 17 лет — «The Persian Eclogues», имевшие большой успех. Этот сборник несколько напоминает «Les Orientales» Гюго; некоторые из отдельных эклог (в особенности вторая) читаются и теперь с удовольствием. В 1743 году Коллинз окончил университет и издал свою вторую поэму: «Epistle to Sir Thomas Hanmer», в героических стансах. Затем он жил в Лондоне без определённого дела, брался, под влиянием доктора Джонсона и других, за писание «History of the Revival of Learning», за перевод Аристотеля, но ничего не закончил, так как вёл очень светский образ жизни. 
В 1747 году появилось лучшее из его поэтических произведений — «Оды», отличающиеся большой пластичностью и изяществом формы, при холодности и некоторой бледности замысла. Лучшие из 12 од — «The Passions» и «То Evening», также «Ode on popular Superstitions», трогательной по глубине проникающей её грусти. С 1749 г. Коллинз стал обнаруживать признаки слабеющего разума и только в светлые промежутки написал ещё несколько вещей: «Elegy on Thomson», «Dirge in Cymbeline», «Ode on he Music of the Grecian Theatre» и другие. 
Последние годы жизни провёл в Чичестере, среди частых припадков сумасшествия, совершенно забытый друзьями. После его смерти его сочинения были изданы Джоном Лэнгхорном в 1765 году.